# Szápár
Szápár (historicamente Szapár) é um vilarejo localizado no condado de Veszprém, na Hungria.

## Galeria

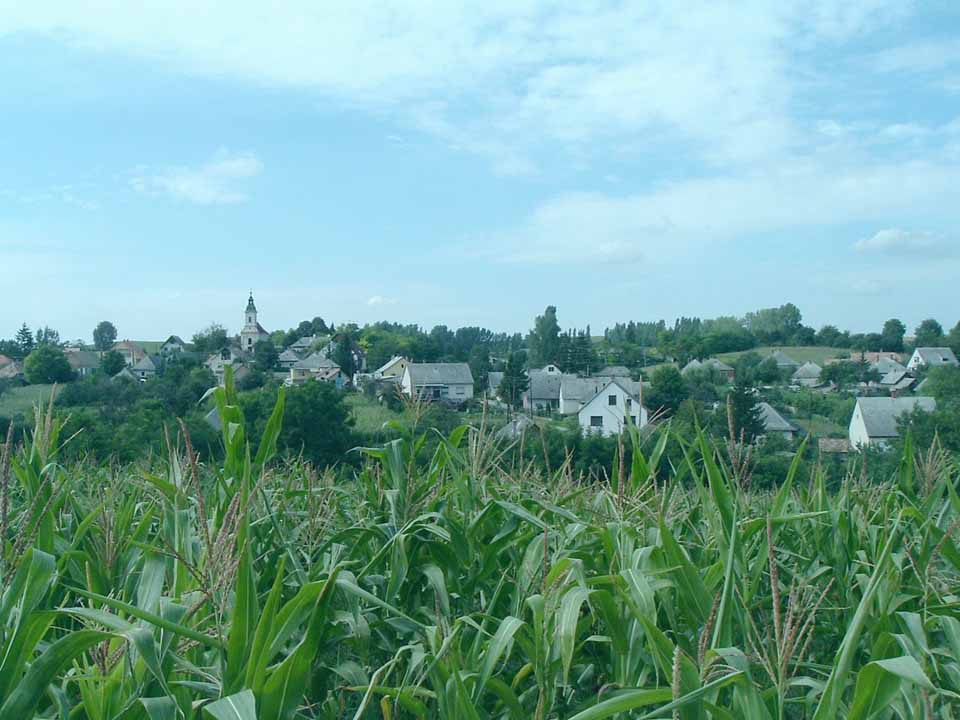
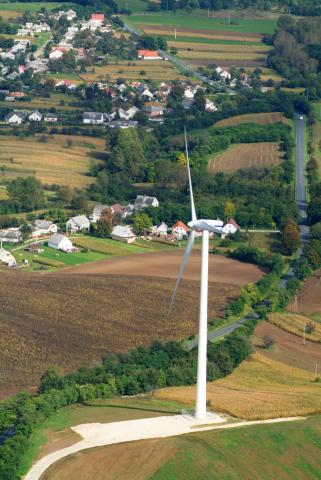